# Província d'Adıyaman
Adıyaman és una província del centre-sud de Turquia. La província va ser creada el 1954, traient una part de la província de Malatya. La capital és Adiyaman. Molts dels habitants de la província són kurds.
L'àrea ha estat habitada des dels primers temps i s'han assentat aquí moltes civilitzacions. Hi ha, doncs, una sèrie de llocs d'interès històric que atrauen els visitants. El Mont Nemrut (Nemrut Dağı) és un important lloc d'interès aquí, força conegut pel seu santuari d'estàtues construïdes per Antíoc I de Commagena. S'hi accedeix a través de la ciutat de Kâhta.
Entre les ciutats d'Adiyaman i Samsat es troba una part del gran pantà d'Atatürk. Actualment, la zona es veu empobrida, i és estampa corrent veure gent que viatja a lloms d'ase o de mula.

## Districtes
- Adiyaman
- Besni
- Çelikhan
- Gerger
- Gölbaşı
- Kahta
- Samsat
- Sincik
- Tut